# Bernard Fonck
Bernard Fonck (* 20. Mai 1973) ist ein belgischer Westernreiter.

## Werdegang
2010 gewann er in Lexington (Kentucky) bei den Weltmeisterschaften im Reining  auf BA Reckless Chick Team-Silber mit Jan Boogaerts, Ann Poels und Cira Baeck.
Bei den Weltmeisterschaften 2014 gewann er erneut Silber für die belgische Equipe, zusammen mit Ann Poels, Cira Baeck und Piet Mestdagh.
Bernard Fonck gewann mit Smart N Sparking die Goldmedaille bei den Europameisterschaften 2017 in Givrins im Einzelwettbewerb.
Bei den Weltmeisterschaften 2018 in gewann er im Einzelwettbewerb auf What a Wave die Goldmedaille.
Fonck wurde – als zweiter Reiter in Europa – 2012 in die NRHA-Liste der Million Dollar Riders aufgenommen, seit 2018 gehört er zu den Two Million Dollar Riders.

## Privates
Er ist mit der Reiningreiterin Ann Poels verheiratet. Das Paar lebte von 2010 bis 2018 in Italien.

## Pferde (Auszug)
- BA Reckless Chick (* 2003), von Fonck und Poels selbst gezogener Fuchswallach, Vater: Hollywood Reckless, Muttervater: High Brown Chick[7]
- What a Wave (* 2008), Fuchshengst, Vater: Tidal Wave Jack, Muttervater: Sunrise Enterprise[8]
- Smart N Sparking (* 2009), Fuchshengst, Vater: Smart Chic Olena, der von der AQHA Hall of Fame-Stute Poco Lena abstammt, Muttervater: Shining Spark